# Pyralausta
Pyralausta és un gènere d'arnes de la família Crambidae. Conté només una espècie, Pyralausta bivialis, que es troba a Borneo.